# Karnawał w Brazylii
Karnawał w Brazylii (port. Carnaval do Brasil) – największe ludowe święto w Brazylii, obchodzone cztery dni przed Popielcem, który wyznacza początek wielkiego postu.

## Historia karnawału w Brazylii

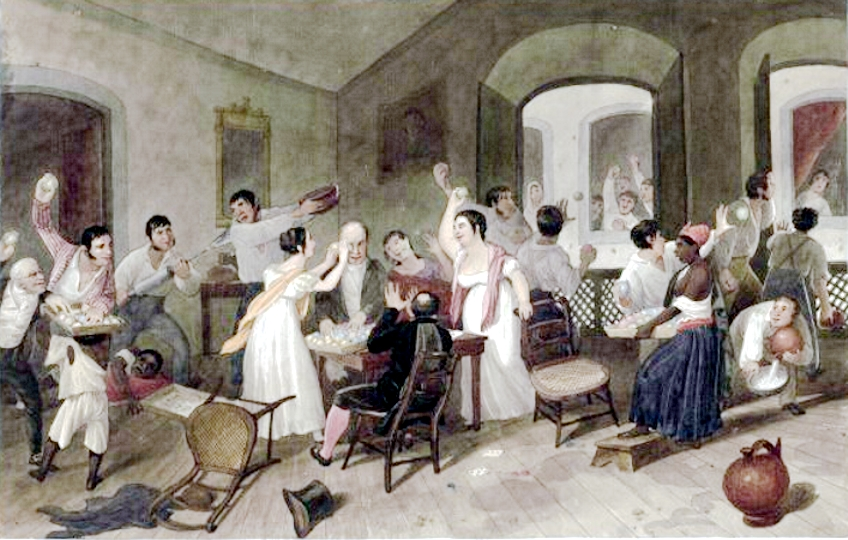
Zabawa karnawałowa w Rio de Janeiro, obraz Augustus Earle

W Portugalii karnawał był obchodzony od XV wieku i stamtąd został przeniesiony do Brazylii, która była portugalską kolonią. Portugalski karnawał, nazywany entrudo, obejmował imprezy uliczne, które przeradzały się często w brutalne bitwy, podczas których obrzucano się m.in. jajkami, a na głowy ludzi przechodzących ulicami, spadały z okien różne przedmioty. Pod koniec XVIII wieku różne zwyczaje karnawałowe objęły już całą Brazylię i wszystkie klasy społeczne, nawet niewolnicy mogli brać udział w zabawie, po uzyskaniu zezwolenia swoich panów. W Brazylii karnawał upodobnił się do portugalskiego entrudo, a na ulicach Rio de Janeiro toczono walki na limões-de-cheiro, czyli woskowe kule wypełnione wodą lub perfumami, a przechodniów oblewano kolorowym atramentem. Wraz z ucieczką dworu królewskiego z Lizbony do Rio de Janeiro w 1808 roku, zaczęły się pojawiać pierwsze pomysły na “ucywilizowanie” imprez karnawałowych i zastąpienie zabaw ulicznych balami na modę paryską oraz wprowadzeniem ścisłej policyjnej kontroli. Od 1830 roku próbowano zakazywać ulicznych imprez, ale bez rezultatu. Paryskim akcentem na brazylijskim karnawale było użycie papierowych serpentyn i konfetti, które od 1892 r. zaczęły zastępować limões-de-cheiro.
W 1840 r. odbył się w Rio de Janeiro pierwszy karnawałowy bal maskowy, zorganizowany w hotelu “Italia” przez mieszkańca Rio o włoskim pochodzeniu. Skandalem był pierwszy kankan odtańczony w Brazylii w 1890 r.
W 1932 r. karnawał stał się w pełni legalny i usankcjonowany przez władze.
Bloki karnawałowe (blocos carnavalescos), które maszerują ulicami brazylijskich miast, były początkowo nazywane “blokami brudasów” (blocos de sujos) i tworzyły je lokalne społeczności w ubogich dzielnicach. W 1889 r. policja po raz pierwszy zezwoliła na przemarsz ok. 20 bloków.

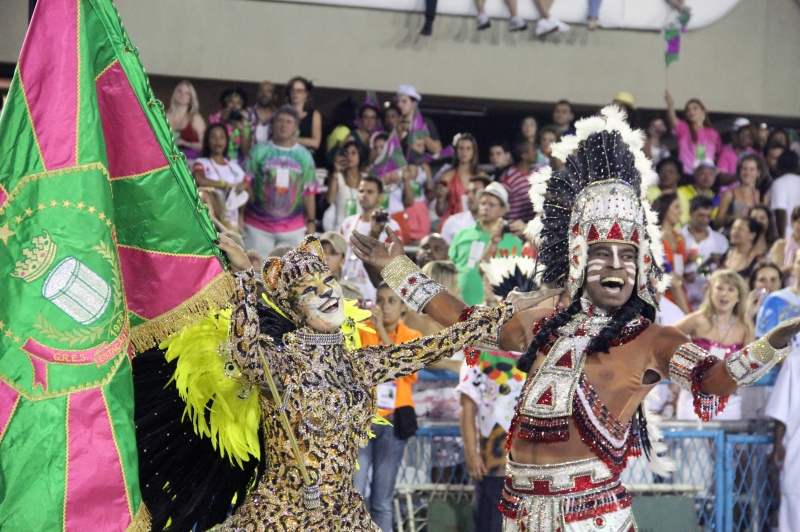
Karnawał w Rio de Janeiro, 2012 r.

Szkoły samby również wywodzą się z biednych dzielnic Rio de Janeiro, a w latach 1920. zaczęły organizować pierwsze przemarsze w centrum miasta, które przyciągały tysiące widzów. W 1932 r. odbył się pierwszy oficjalny konkurs szkół samby podczas karnawału w Rio. Wówczas paradowano w centrum miasta, na placu Praça Onze. Stamtąd parady przeniesiono na ulicę Avenida Rio Branco, następnie na Avenida Getúlio Vargas, a od 1984 r. parady odbywają się na Sambodromie, wybudowanym według projektu Oscara Niemeyera.
Dzisiaj zabawy karnawałowe odbywają się w całej Brazylii, przyjmują jednak różne formy. Przemarsze szkół samby można oglądać m.in. w Rio de Janeiro, São Paulo, Manaus. Bloki uliczne są obecne w całym kraju, z czego w samym tylko Rio jest ich ok. 400.
Karnawał przyciąga do Brazylii miliony turystów. W 2016 roku Rio odwiedził w tym czasie milion turystów, do Salvadoru przyjechało ich 560 tys.

## Karnawał w Rio de Janeiro
Początek karnawału w Rio de Janeiro sięga XVII wieku. Alberto Ribeiro Lamego w książce “Człowiek i Guanabara” (O homem e a Guanabara) pisze o obchodach w 1641 r., poprzedzających Wielkanoc, podczas których świętowano jednocześnie odłączenie się Portugalii od Hiszpanii. Te pierwsze formy karnawału w Rio, nazywane encamizadas, zostały zastąpione przez entrudos, które odbywały się do XIX wieku. Od drugiej połowy XIX wieku wyższe klasy społeczne organizowały bale maskowe na modę francuską i własne przemarsze, podczas których wkładano bogato zdobione stroje. Jednocześnie na ulicach pojawiały się takie formy, jak cordões (dosłownie: sznury) i bloki, skupiające lokalne społeczności. W latach 30. XX wieku zostały one oficjalnie zalegalizowane. W 1928 r. powstała pierwsza szkoła samby o nazwie “Deixa falar”, a w 1932 r. zorganizowano pierwszy konkurs szkół samby w Rio, w której brało udział 19 szkół, a zwyciężyła Estação Primeira de Mangueira.

### Szkoły samby

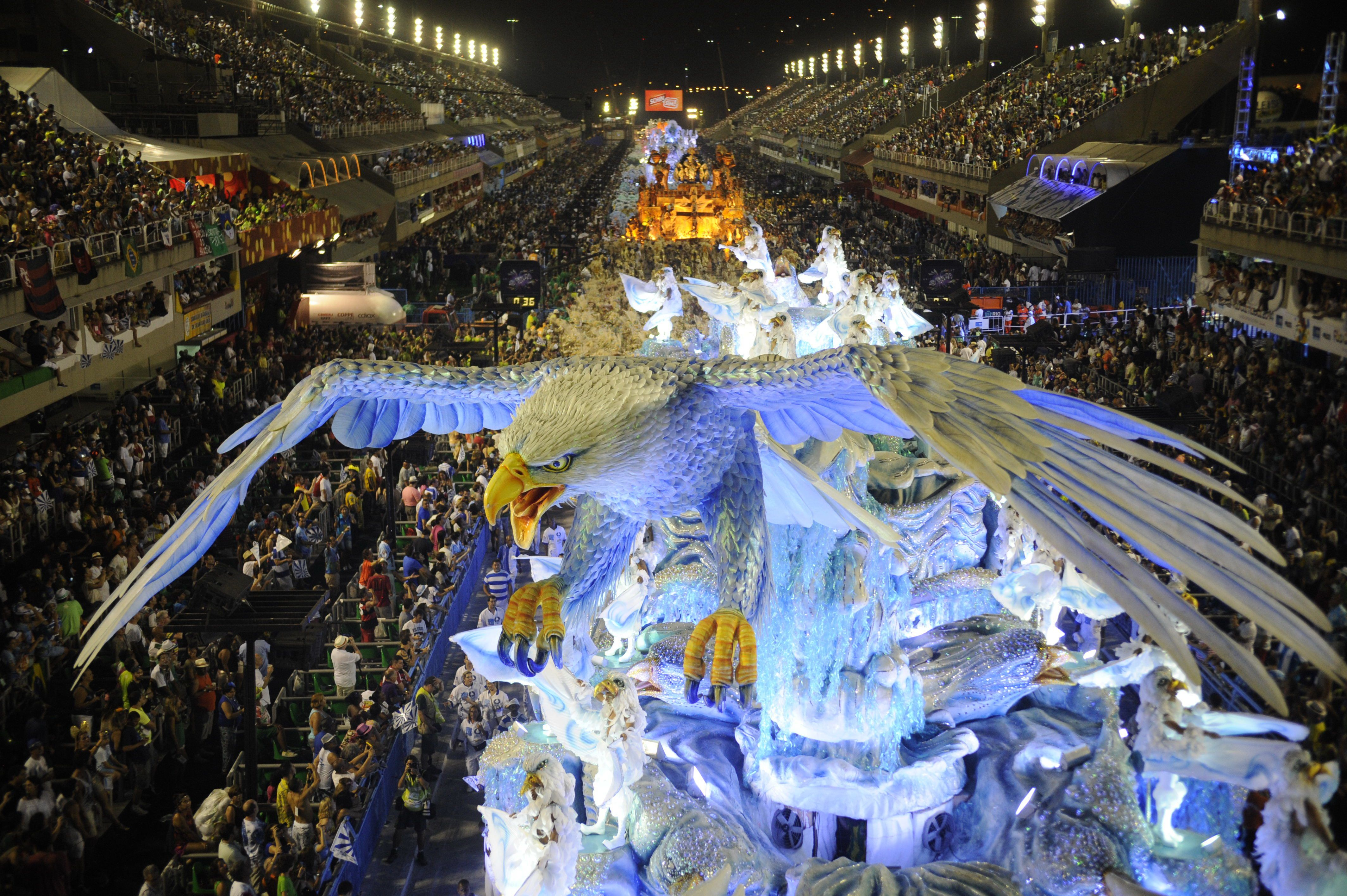
Szkoła samby Portela, karnawał 2014

Szkoły samby (escolas de samba) odgrywały początkowo drugorzędną rolę podczas karnawału w Rio. Ich znaczenie zaczęło rosnąć od lat 50. XX wieku, kiedy zyskały zainteresowanie klasy średniej. Obecnie parada szkół samby na Sambodromie jest jednym z najważniejszych elementów karnawału w Rio.
W Grupie Specjalnej (Grupo Especial) rywalizuje 12 szkół samby. Występują one na Sambodromie w karnawałową niedzielę i poniedziałek, każda z nich ma na występ 80 minut. Sędziowie przyznają każdej szkole punktację za wszystkie elementy występu i na tej podstawie wybierana jest najlepsza szkoła. Natomiast szkoła, która uzyska najmniej punktów, spada do Serii A. Grupy z Serii A występują na Sambodromie w piątek i sobotę. Słabsze szkoły rywalizują w Grupach B, C, D i E, a ich przemarsze odbywają się na ulicy Intendente Magalhães.

### Uliczne bloki karnawałowe
Podczas karnawału w ulicznych blokach bawią się miliony ludzi. W 2004 roku karnawał w Rio został wpisany do Księgi Rekordów Guinnessa jako największy karnawał na świecie. W 2014 roku na ulicach Rio bawiło się 5 mln osób, z czego prawie milion turystów.
Karnawał uliczny zaczyna się przed oficjalną datą rozpoczęcia karnawału na Sambodromie, pierwsze bloki wychodzą na ulice już w drugiej połowie stycznia. Liczba bloków zmienia się z roku na rok, w 2015 roku było ich 455, z czego najwięcej (140) w Zona Sul.
Bloki charakteryzują się zabawnymi nazwami, na przykład: Sympatia to prawie miłość (Simpatia é quase amor), Ssij ale się nie śliń (Xupa mas não baba), Pochowaj mnie w środę (Me enterra na quarta), Kładź się, ale nie zasypiaj (Deita mas não dorme).

## Karnawał w Bahia

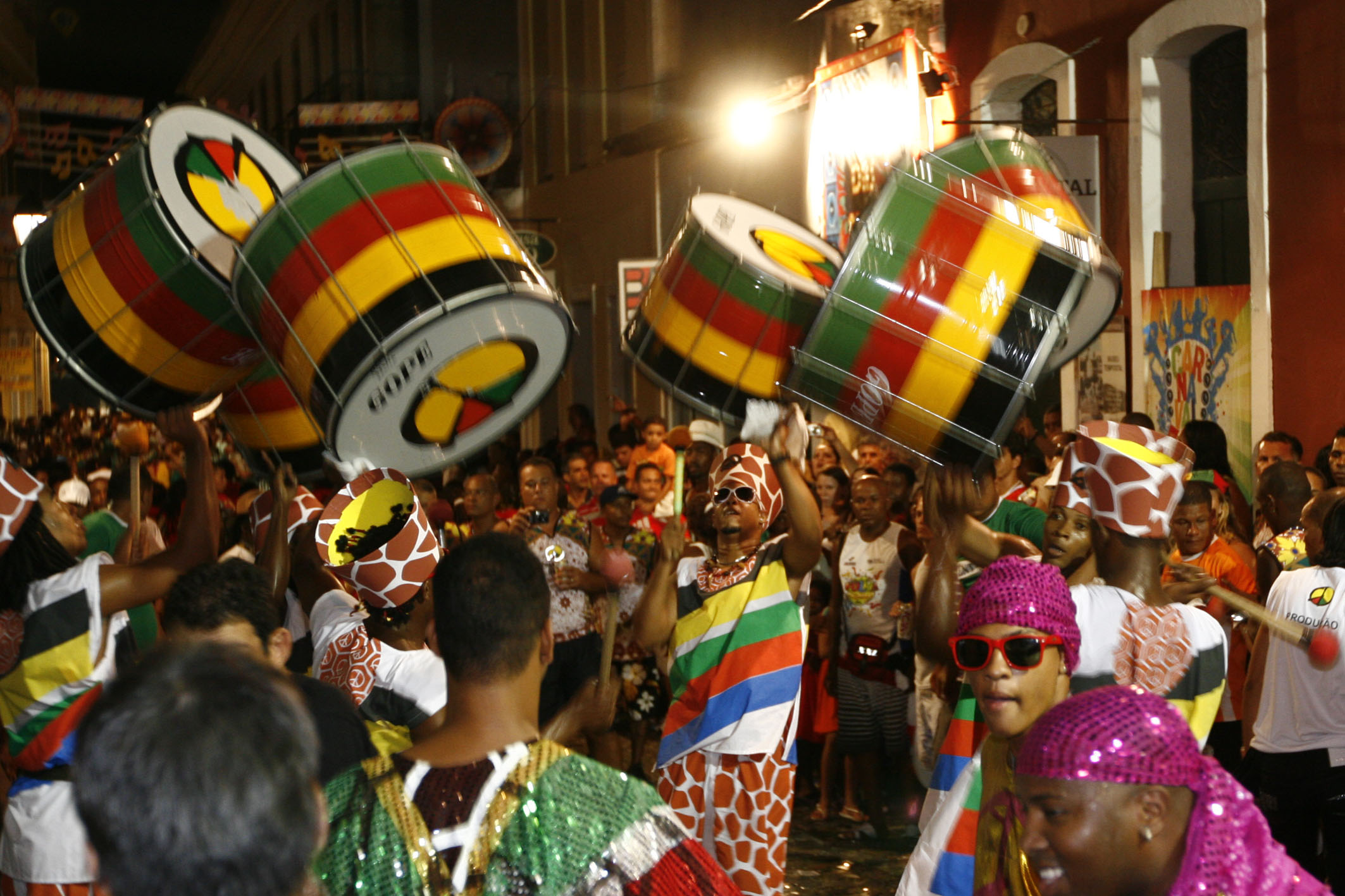
Olodum – karnawał 2010

Karnawał w północno-wschodnim stanie Bahia znacznie różni się od karnawału w Rio de Janeiro. Nie ma tu parad szkół samby, a zabawa odbywa się w blokach, które defilują trzema głównymi trasami w Salvadorze: Dodô (dzielnice Barra – Ondina), Osmar (Campo Grande – Avenida Sete) i Batatinha (Centrum Historyczne). Zabawa karnawałowa zaczyna się tu 6 dni przed środą popielcową. Podstawowym elementem przemarszy bloków jest trio elétrico, czyli ciężarówka wypełniona głośnikami i kolumnami, na której zbudowano platformę, gdzie występują artyści. Pierwsze takie ciężarówki pojawiły się w Salvadorze w latach 50. XX wieku, a w 1969 roku zaistniały w szerszej świadomości dzięki piosence Caetano Veloso pt. “Atrás do trio elétrico” (Za trio elétrico).
Podczas gdy w Rio podczas karnawału rozbrzmiewa samba, w Salvadorze słychać wpływy afrykańskie w postaci takich gatunków jak: samba-reaggae czy axé. Style bloków karnawałowych również nawiązują do tradycji afrykańskich. Dominują bloki nazywane afoxé, związane z religią candomblé, z których najbardziej znanym jest blok Synowie Ghandiego (Filhos de Gandhy).
Do tradycji afrykańskich odwołują się też bloki afro – pierwszym z nich był Ilê Aiyê, utworzony w 1974 r. Dzisiaj najsłynniejszym blokiem afro jest Olodum, który jest znany z występów z największymi gwiazdami muzyki pop, nagrali piosenkę “They don’t care about us” z Michaelem Jacksonem. Inne bardzo znane bloki afro to Ara Ketu czy Timbalada.
Aby zostać członkiem karnawałowego bloku, należy zakupić strój (abada), który jest jednocześnie biletem wstępu w bezpośrednie pobliże trio elétrico. Pozostałe osoby mogą bawić się poza blokiem – nazywane są wówczas popcornem (pipoca).

## Karnawał w Pernambuco

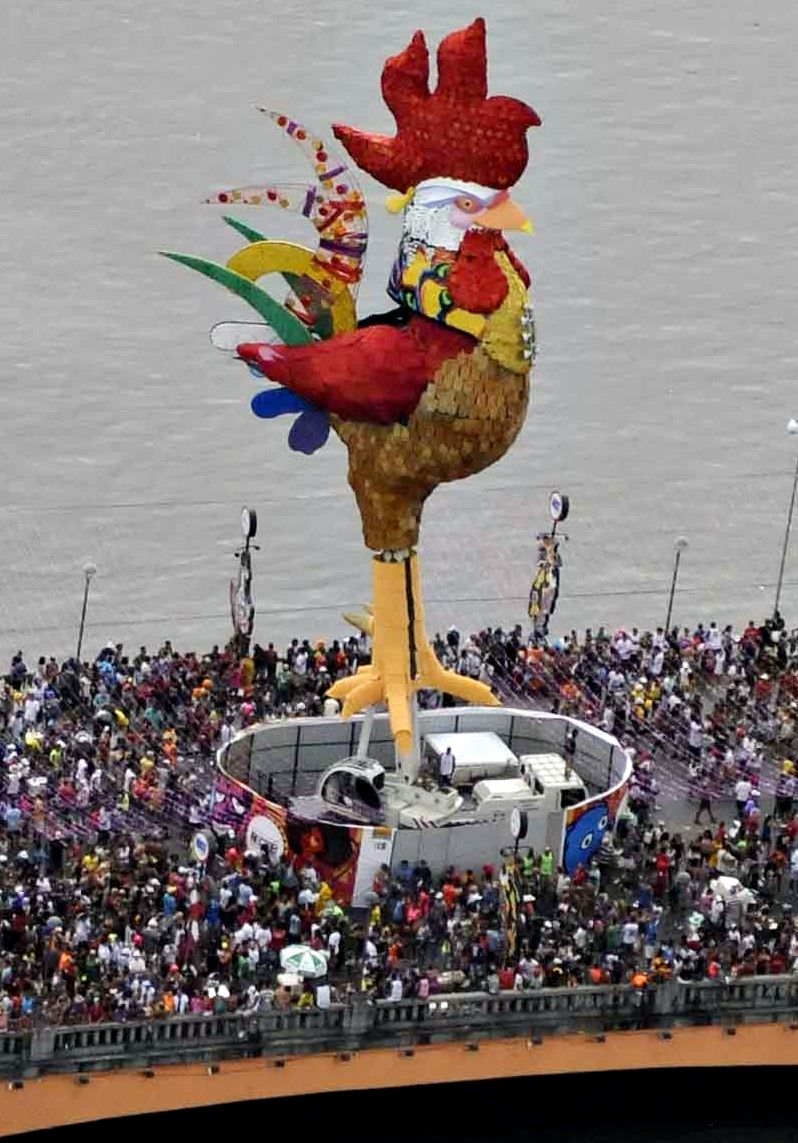
Blok Galo Da Madrugada z Recife

Centra karnawału w Pernambuco to stolica stanu Recife i jej bliźniacze miasto Olinda. Rytmami, które tu dominują są frevo i maracatu. Frevo to taniec inspirowany kulturą Afryki, gdzie występują akrobatyczne figury.
Blok karnawałowy Galo da Madrugada (Poranny Kogut) z Recife co roku gromadzi ok. 2 mln ludzi. Został w 1995 r. wpisany do Księgi Rekordów Guinnessa jako największy blok karnawałowy na świecie.
Charakterystycznym elementem defilad w Olindzie są gigantyczne lalki niesione przez tłum. Najsłynniejsza lalka to Homem da Meia Noite (Człowiek o Północy), która powstała w 1932 r.

## Ważne pojęcia

### Sambodrom

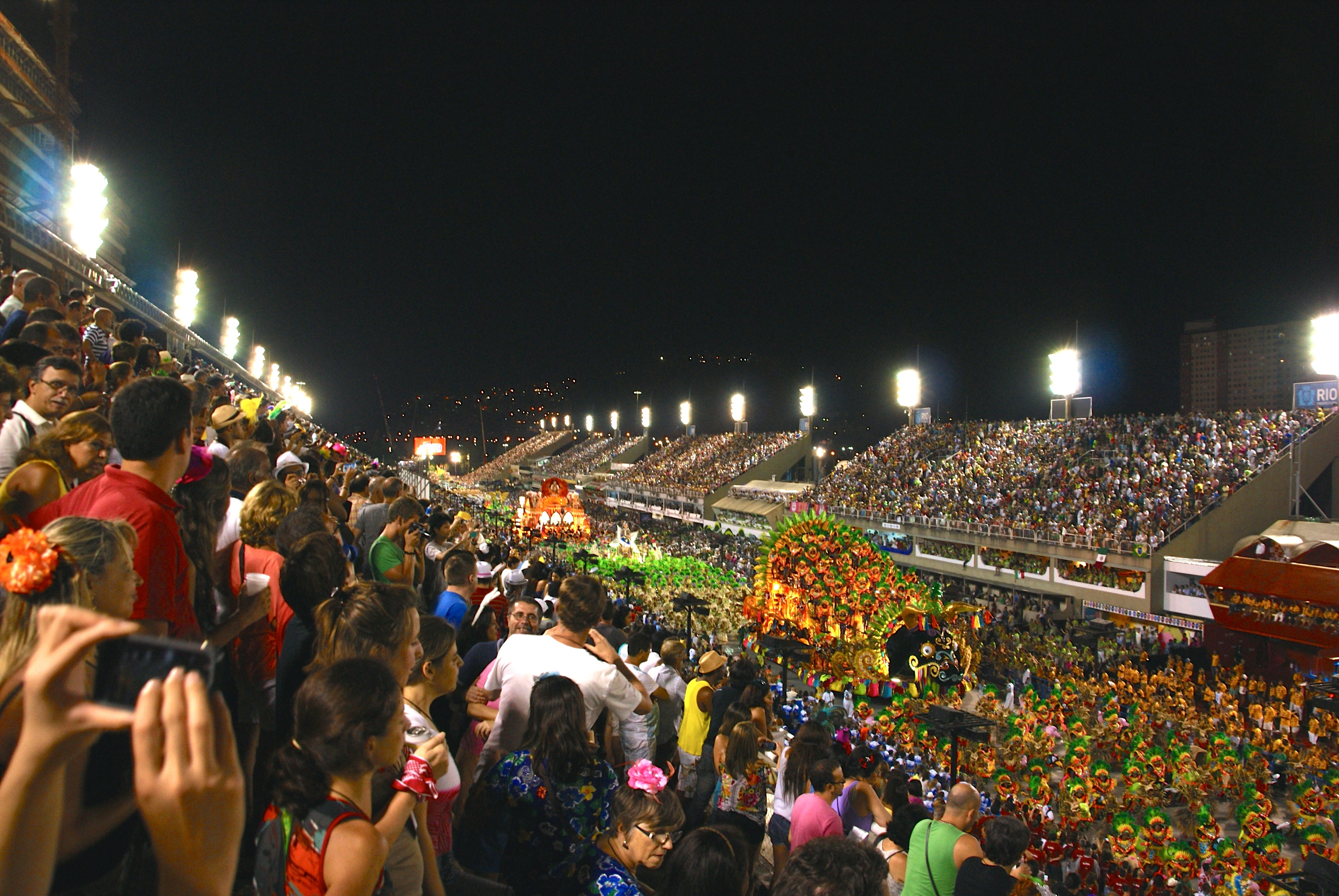
Sambodrom w Rio de Janeiro

Miejsce przemarszu szkół samby, nazwa została stworzona przez antropologa Darcy Ribeiro i składa się ze zbitki słów “samba” i “droga” – z greckiego δρόμος [drómos]. W Rio de Janeiro, pełna nazwa tego obiektu to Sambodrom Markiza de Sapucaí lub Passarela Professor Darcy Ribeiro, może pomieścić 75 tys. widzów. Poza Rio, sambodromy powstały także w innych miastach, m.in. São Paulo (Sambódromo do Anhembi), Manaus, Porto Alegre, Florianópolis i innych.

### Corte Real (dwór królewski)
Orszak złożony z króla Momo oraz królowych i księżniczek, stanowiących jego dwór. Najbardziej popularny jest corte real w Rio de Janeiro. Król Momo (rei Momo) to postać z mitologii greckiej, która od 1933 r. jest jednym z symboli karnawału w Brazylii. Aby zostać królem Momo, trzeba wygrać konkurs. Do niedawna wymogiem była waga 120 kg, ale zaprzestano tego warunku, aby nie promować otyłości.

### Samba
Gatunek muzyczny, który oficjalnie powstał w 1916 roku w Rio de Janeiro, jednak posiada także wpływy afrykańskie. Za pierwszą sambę uważana jest piosenka “Pelo Telefone”, nagrana właśnie w 1916 roku. Obecnie samba zdominowała karnawał w Rio de Janeiro.

### Axé

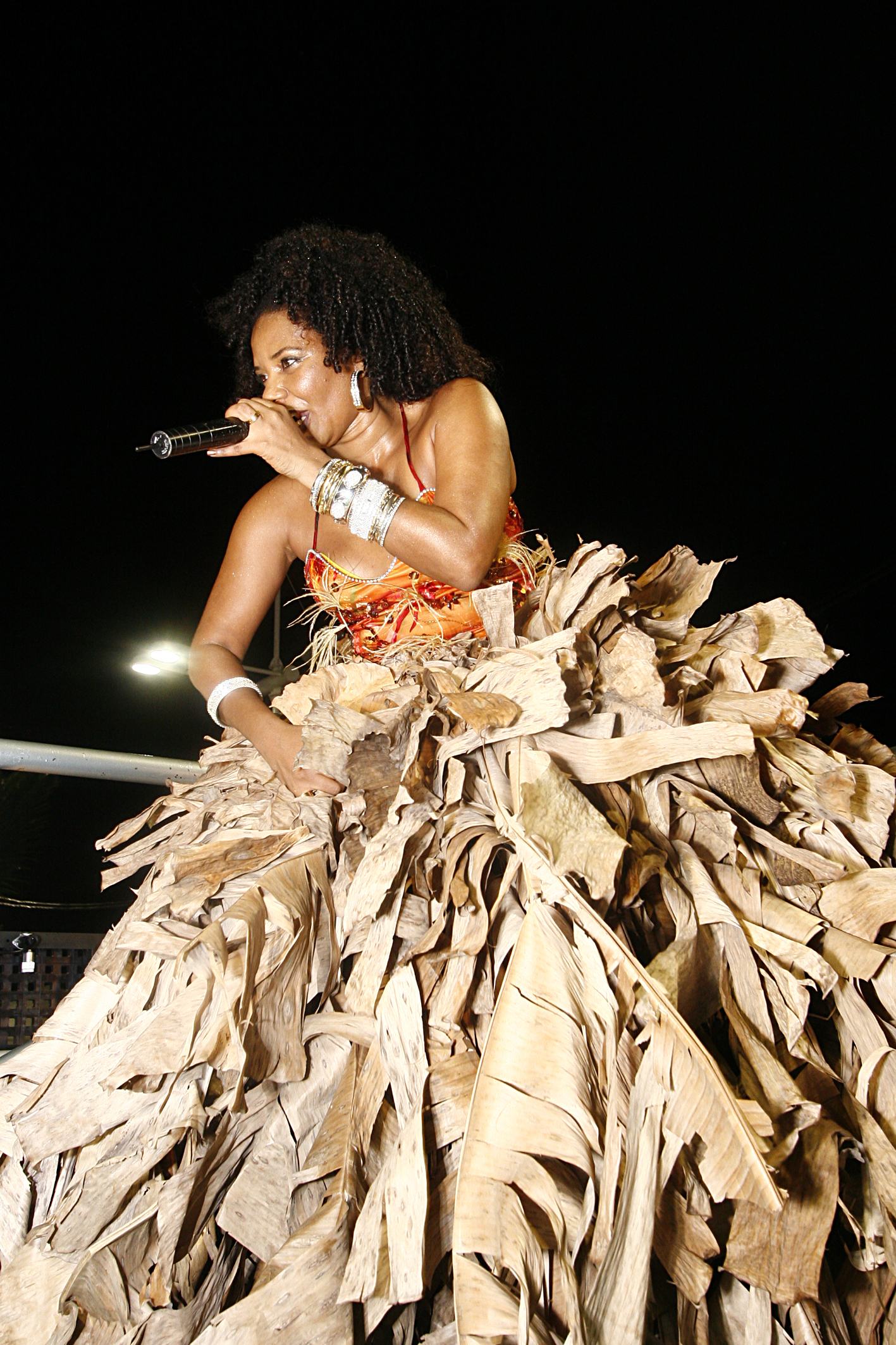
Margareth Menezes

Główny gatunek muzyczny karnawału w stanie Bahia, a także tradycyjne powitanie wśród wyznawców afrobrazylijskiej religii candomblé, oznaczające pozytywną energię. Narodził się z połączenia afrykańskich melodii frevo i afoxé, a obecnie tą nazwą określa się ogólnie muzykę inspirowaną wpływami afrykańskimi w Bahia. Najbardziej znani wykonawcy tego stylu to Ivete Sangalo, Claudia Leitte, Margareth Menezes, Daniela Mercury.

### Camarote (loża)
Loża na Sambodromie lub na trasie przemarszu karnawałowych bloków ulicznych, skąd można wygodnie obserwować przemarsz. W Salvadorze loże budowane są przy restauracjach, klubach i hotelach przy ulicach, którymi idą bloki.

### Carro alegórico (alegoryczny samochód)
Jeden z głównych elementów parady szkoły samby. Jest to bogato zdobiony samochód-platforma, na którym występują tancerki. Carro alegórico ma od 6 do 8 m wysokości i do 14 m długości. Jego dekoracja jest nieodłącznym elementem motywu, z jakim w danym roku występuje szkoła.

### Pipoca (popcorn)
Nazwa określająca uczestników zabawy karnawałowej w Salvadorze, którzy bawią się za darmo. Osoby, które nie wykupiły stroju w barwach danego bloku, nie mogą wejść do strefy tuż za trio elétrico, która jest zamknięta przez ochronę, trzymającą w rękach sznur (cordão). Określenie pipoca powstało dlatego, że tańczący podskakują w rytm muzyki, co przypomina popcorn.